# Еммануель у космосі
«Еммануель у космосі» (англ. Emmanuelle in Space) — американський еротичний науково-фантастичний телесеріал, створений для кабельного телебачення та синдикації в 1994 році. Він приблизно заснований на персонажі Еммануель, створеному Еммануель Арсан у 1960-х роках і показаному в десятках еротичних фільмів протягом багатьох років. Спродюсував серіал Ален Сіріцкі, чия продюсерська компанія продовжувала знімати багато фільмів про Еммануель для екранів і телебачення протягом 1990-х і 2000-х років.

## Приміщення
У серіалі знялася Кріста Аллен у ролі Еммануель, гедоністичної молодої жінки, яка навчає сексуальності групі інопланетян, які приземлилися на Землю, і Пола Майкла Робінсона як капітана інопланетян. Історія розповідає про позаземну космічну команду, яка знаходить Еммануель на Землі та заручається її допомогою, щоб зрозуміти людську любов і сексуальність.
Як і в інших фільмах про Еммануель, «Еммануель у космосі» містить багато оголеного тіла та сексуального контенту. Сьогодні різні епізоди серіалу «Еммануель у космосі» зазвичай доступні в повнометражних постановках на DVD і іноді з'являються на таких телерадіокомпаніях, як Cinemax і кабельних мережах за межами США.

## Актори та персонажі
- Кріста Аллен у ролі Еммануель: після розриву зі своїм хлопцем капітан Гафрон пропонує їй навчити його команду та його про життя та секс на Землі. Еммануель бісексуалка і дуже ліберальна у своїх сексуальних починаннях. Незабаром вона закохується в Гафрона.
- Пол Майкл Робінсон у ролі капітана Гафрона Вільямса: капітан космічного корабля прибульців, він пропонує Еммануель навчити його сексу. Він передає свої знання своїй команді. До того, як Еммануель виникла в ньому сексуальне бажання, Гафрон був безстатевим. Він навчає її поглядів на кількох партнерів і бісексуальність інших. Він стає чимось на кшталт серійного творця кохання. Незабаром він закохується в Еммануель, але не може визначити свої емоції. У фільмі «Еммануель 4: Прихована фантазія» з'ясовується, що Гафрон колись брав участь у надсекретному урядовому проекті, і за ним стежили.

## Епізоди
- «Еммануель, королева галактики» (1994) також випущена як «Еммануель: Перший контакт»
- «Еммануель 2: Світ бажань» (1994)
- «Еммануель 3: Урок кохання» (1994)
- «Еммануель 4: Прихована фантазія» (1994)
- «Еммануель 5: Час мріяти» (1994)
- «Еммануель 6: Остання інтрижка» (1994)
- «Еммануель 7: Значення кохання» (1994)